# Фронда
Фронда (фр. La fronde — «праща») — сучасне загальне позначення для політичної опозиції або антиурядових заворушень, часом зі скептично-іронічною конотацією.
Історично походить із Франції, де у 1648-1653 рр. відбувалась громадянська війна, або низка протиурядових повстань у Французькому королівстві в 1648—1652 роках. Асоціація цього періоду зі словом «фронда» має коріння у використанні пращі повстанцями, які трощили нею вікна прибічників Мазаріні. У розмовній мові, також на згадку про ті події, вислів «фронда» або «фрондерство» означає браваду перед владою без бажання радикальних змін.

## Передісторія

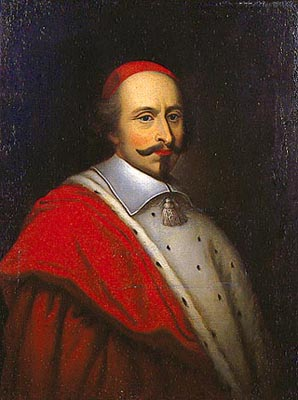
Кардинал Джуліо Мазаріні, непопулярні рішення якого викликали до життя Фронду

Починаючи з 1623 до середини XVII століття повстання в містах Франції відбувалися майже щодня. У 1620—1640 роках у південних, західних і північних провінціях Франції пройшли й селянські повстання. Селянство, що становило більшість населення Франції, було розорене війною, величезними податками, вторгненням ворожих військ і мародерством власної армії.
Кардинал Мазаріні був украй непопулярним першим міністром країни і мав велику кількість придворних ворогів. Тридцятирічна війна і війна з Іспанією, що вимагала величезних фінансових витрат, створила велику незадоволеність населення. У 1646  парламент відмовився внести до своїх регістрів запропоновані Мазаріні фіскальні проекти; одночасно спалахнули відкриті повстання на півдні країни (у Лангедоці) і інших місцях. Фіскальні тенденції політики Мазаріні зачіпали інтереси не тільки простого народу, але й заможного міського класу. На початок 1648 року положення настільки загострилося, що подекуди на вулицях Парижа почалися збройні сутички. У січні, лютому і березні відбулися ряд засідань парламенту, який поставився негативно до фінансових проектів королеви-регента Анни Австрійської і Мазаріні.

## Парламентська фронда(1648-1649)
Влітку 1648 року Мазаріні відправив у заслання декілька своїх впливових ворогів. Тоді парламент почав говорити вже про обмеження урядового свавілля в справі нового оподаткування. Успіх англійської революції, що вже сталася у сусідній Англії, сприяв сміливості французької опозиції. Проте королева-регент звеліла (26 серпня 1648) заарештувати лідера парламентської опозиції, П'єра Брусселя, і ще деяких осіб. Наступного дня населення Парижа побудувало близько 1200 барикад. Анна Австрійська опинилася в Пале-Рояльскому палаці замкнутою цілою системою барикад на сусідніх вулицях. Після дводенних переговорів з парламентом королева, побачивши себе у дуже критичному становищі, звільнила Брусселя.
Розгнівана, вона в середині вересня, з Мазаріні та зі всією сім'єю, виїхала з Парижа в Рюель. Парламент зажадав повернення короля в столицю, але це зроблено не було. Проте, зважившись до певної міри показати себе поступливою, Анна підписала «Сен-Жерменську декларацію», яка загалом задовільняла найголовніші вимоги парламенту. Восени 1648 року до Парижа підійшла частина військ з кордону.
Принц Конде, герой Тридцятирічної війни, завдяки щедрим подарункам королеви, став на сторону уряду, і Анна (у грудні 1648) знову почала боротьбу з парламентом. Конде незабаром взяв в облогу Париж (звідки 5 січня 1649-го виїхала королева). Паризьке міське населення, в союзі з незадоволеними аристократами (Бофором, Ларошфуко, Гонді та іншими), вирішило усіма заходами чинити опір. У Лангедоці, Гієні, Пуату, а також на півночі (у Нормандії і інших місцях) почалися антиурядові повстання.
«Фронда», як стали називати їх спочатку жартома, а потім серйозно — стала приваблювати сильних союзників. Це знову зробило королеву і Мазаріні більш поступливими. Парламент тим часом встиг побачити, що його знатні союзники діють з чисто особистих цілей і не відмовляться від зради. Тому 15 березня парламент прийшов до мирної угоди з урядом, і на короткий час хвилювання стихло.

## Фронда принців (1650-1653)
Але ледве ця угода була укладена, виявилася ворожнеча і заздрість Конде до Мазаріні, політику якого він до того часу підтримував. Конде поводився так зухвало по відношенню не тільки до Мазаріні, але й до королеви, що це призвело до відкритого розриву між ним і королівським двором. На початку 1650 року, за наказом Мазаріні, Конде і деяких його друзів було заарештовано і відвезено у Венсенську в'язницю.
Знову зайнялася міжусобна війна, цього разу вже не під верховенством парламенту, а під прямим керівництвом сестри Конде, герцога Ларошфуко та інших аристократів, які зневажали Мазаріні. Найнебезпечнішим для двору було те, що фрондери встановили відносини з Іспанією (що воювала тоді проти Франції).
Мазаріні почав військове утихомирення повсталої Нормандії і швидко її приборкав; ця «Фронда Конде» зовсім не була особливо популярна (парламент її зовсім не підтримував). Таким же вдалим (у першій половині 1650 року) було утихомирення й інших місцевостей. Бунтівники усюди здавалися або відступали перед урядовими військами. Але фрондери ще не втрачали бадьорості духу.

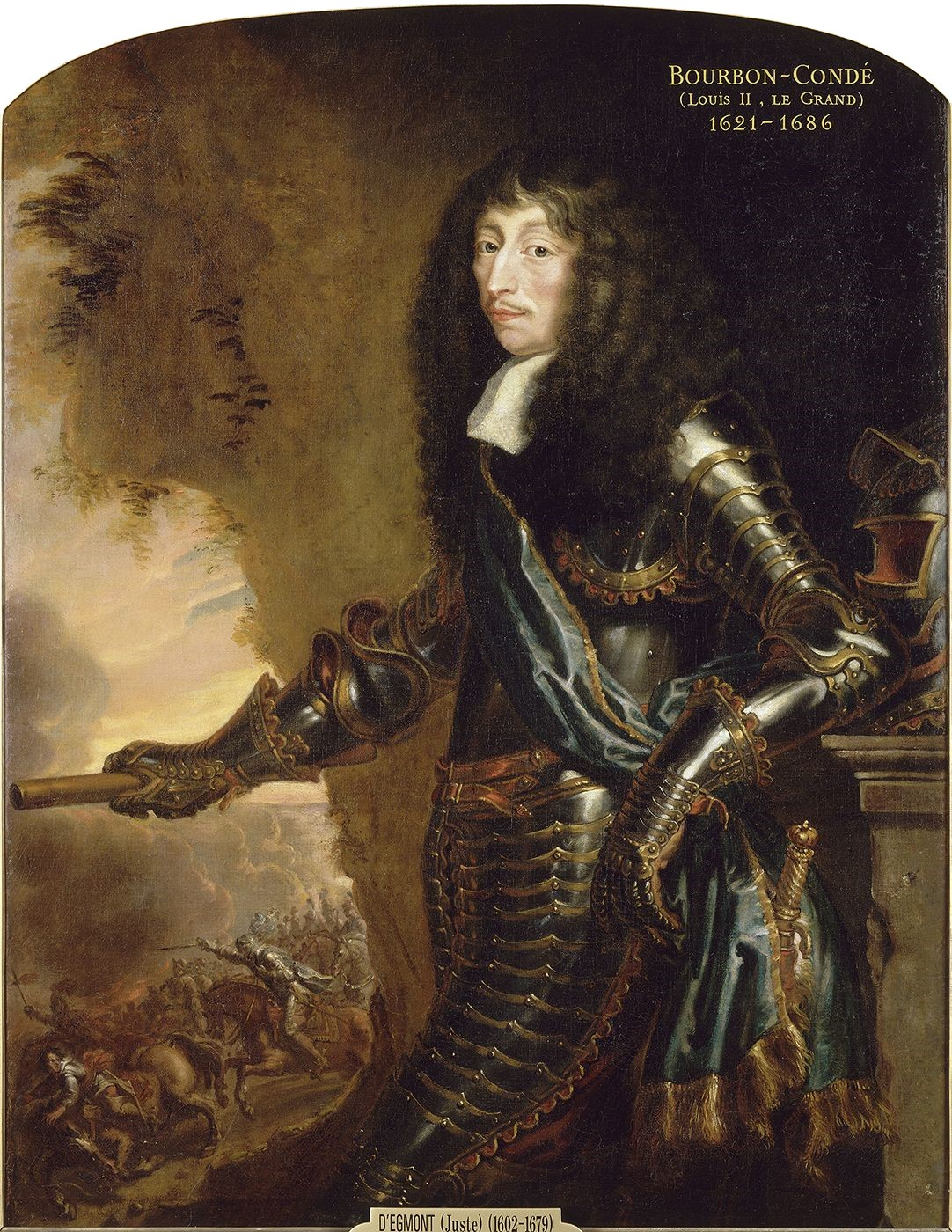
Принц Луї Конде, видатний французький полководець й діяч Фронди

Мазаріні, з королевою, маленьким королем і військом, відправився до Бордо, де в липні повстання розгорілося з подвоєною силою; у Парижі залишився Гастон Орлеанський, як повновладний правитель на весь час відсутності двору. У жовтні королівській армії вдалося узяти Бордо (звідки вожді Фронди — Ларошфуко, принцеса Конде та інші — встигли вчасно втекти). Після падіння Бордо Мазаріні перегородив шлях південній іспанській армії (що з'єдналася з Тюренном і іншими фрондерами) і завдав 15 грудня 1650 ворогам рішучої поразки.
Але паризькі вороги Мазаріні ускладнили положення уряду тим, що їм вдалося привернути на сторону «Фронди принців» парламентську Фронду, що тоді вже вгамувалася. Аристократи з'єдналися з парламентом, їхній договір був остаточно оформлений в перші тижні 1651 року, й Анна Австрійська побачила себе у безвихідному становищі: коаліція «двох Фронд» вимагала від неї звільнення Конде та інших заарештованих, а також відставки Мазаріні. Герцог Орлеанський також перейшов на сторону Фронди. В той час, коли Анна зволікала з виконанням вимог парламенту, останній 6 лютого 1651 року оголосив, що визнає правителем Франції не королеву-реґента, а герцога Орлеанського.
Мазаріні втік з Парижа; наступного дня парламент зажадав від королеви (очевидно маючи на увазі Мазаріні), щоб надалі іноземці і люди, які присягали кому небудь іншому, окрім французької корони, не могли посідати вищих посад. 8 лютого парламент формально засудив Мазаріні до вигнання за межі Франції. Королева повинна була поступитися. У Парижі натовпи народу грізно вимагали, щоб неповнолітній король залишився з матір'ю в Парижі і щоб арештовані аристократи були випущені на свободу. 11 лютого королева наказала це зробити.
Мазаріні виїхав з Франції. Але не пройшло й декількох тижнів після його вигнання, як фрондери пересварилися між собою, унаслідок свого дуже різнорідного складу, і принц Конде, підкуплений обіцянками регентки, перейшов на сторону уряду. Ледве він порвав стосунки зі своїми товаришами, як виявилося, що Анна його обдурила; тоді Конде (5 липня 1651) виїхав з Парижа. Королева, на сторону якої один за одним стали переходити її вороги, звинуватила принца в зраді (за відносини з іспанцями). Конде, підтримуваний Роганом, Дуаньоном і іншими вельможами, почав заколот в Анжу, Бордо, Ла-Рошелі, Беррі, Гієні тощо.
Іспанці створювали проблеми на південних кордонах; положення Анни знову виявилося критичним. Їй допоміг Мазаріні, що прибув з Німеччини (у листопаді 1651 року) на чолі доволі численної армії найманців. Разом з військами королеви ця армія взялася за приборкання заколоту в неспокійних провінціях. Конде і його союзники пробилися до Парижа, і Конде в'їхав у столицю. Величезна більшість парижан, після довгої смути, що не припинялася, відносилися до обох ворогуючих сторін цілком індиферентно, і якщо все частіше і співчутливіше починало згадувати Мазаріні, то винятково тому, що сподівалося на швидке відновлення порядку й спокою, що були за його правління.
Влітку 1652 року Конде почав насильницькі дії проти прихильників Мазаріні в Парижі; біля воріт столиці відбувалися, із перемінним успіхом, сутички між військами Конде і королівськими військами. Частина парламентських радників виїхала, за королівським бажанням, з Парижа, а Мазаріні виїхав добровільно «у вигнання», щоб показати поступливість уряду. Цей захід призвів до того, на що він розраховував: майже всі аристократичні союзники Конде покинули його; паризьке населення відправило до королеви і короля декілька депутацій з проханням повернутися до Парижа, звідки виїхав всіма покинутий Конде, та приєднався до іспанської армії.
21 жовтня 1652 року королівська сім'я з тріумфом в'їхала до Парижа. Видатні фрондери, які вціліли, були вислані із столиці (найнебезпечніші, втім, виторгували собі амністію, ще перш ніж залишити Конде). Анна відновила всі фінансові едикти, що були чотири роки тому і які послужили першим поштовхом для повстання; королівський абсолютизм запанував цілком. У січні 1653-го знову повернувся Мазаріні, що відняв у Конде останні фортеці, які були в його руках. Подекуди фрондери ще трималися протягом першої половини 1653 року, але тільки за допомогою іспанських військ. Остаточним припиненням Фронди вважається взяття, у вересні 1653, міста Періге військами уряду.

## Наслідки Фронди
Кардинал Мазаріні переміг і правив Францією ще 10 років після кінця заворушень. Фронда не була означена кривавими стратами, бо уряд довгий час ще боявся її відновлення. Придушення руху мало результатом досконале зміцнення королівської влади і остаточне приниження парламенту і аристократії, тобто двох сил, що мали хоч які-небудь шанси в боротьбі з абсолютизмом. У пам'яті народу Фронда залишилася оточеною презирством і насмішками: дуже великою була роль чисто особистої ворожнечі і особистих інтересів в цьому русі, і дуже руйнівним воно виявилося для більшості населення. Багато сприяли непопулярності Фронди і відносини фрондерів із зовнішніми ворогами, іспанцями. Деякі історики схильні розглядати Фронду як карикатурне віддзеркалення сучасної їй англійської революції.